# West Lancashire
West Lancashire este un district ne-metropolitan din Regatul Unit, situat în comitatul Lancashire din regiunea North West, Anglia.

## Orașe în cadrul districtului
- Ormskirk
- Skelmersdale

1. ↑   https://ons.maps.arcgis.com/home/item.html?id=a79de233ad254a6d9f76298e666abb2b Lipsește sau este vid: |title= (ajutor)